# Centromerus terrigenus
Centromerus terrigenus là một loài nhện trong họ Linyphiidae.
Loài này thuộc chi Centromerus. Centromerus terrigenus được Takeo Yaginuma miêu tả năm 1972.